# معركة بوبريط
معركة بوبريط هي معركر دارت بين الثوار الجزائريين و الجيش الفرنسي في ما بين نهاية مقاومة عبد القادر الجزائري ومقاومة الزعاطشة 

## سير المعركة
استقبل أولاد عامر خبر استشهاد الأعيان (عمر بن ساعد –الزبير بن أحمد –سالم بن عبد الله) بصبر وحكمة رغم كبر حجم المآسي وزاد من حجم الفاجعة نبأ استسلام الأمير عبد القادر في 23 ديسمبر 1847 م
الذي كان أمل السكان في القضاء على جيش المحتل و طرد فرنسا
ومع بزوغ عام 1849م لاح أمل آخر وهو إعلان الشيخ أحمد بوزيان الثورة في واحة الزعاطشة وبسكرة
الذي دعا الجزائريين إلى مساندته خاصة سكان الواحات ولما كان من حلفاء الأمير سارعت أعراش بوسعادة والمسيلة إلى مساندته وفي مقدمتهم عرش أولاد عامر الذي عقد أعيانه اجتماعا هاما مع أعيان شرفة الهامل وألاد عمر بن فرج والحوامد والحمالات وأولاد ماضي وهل بوسعادة والمراقصة وأولاد سيدي إبراهيم
والذي دعا إليه ثائر بوسعادة الشريف محمد بن شبيرة من أجل التنسيق والتفاهم على تنظيم المقاومة الموحدة ضد جيش الاحتلال دفاعا على بوسعادة ومساندة لثورة الزعاطشة
ويذكر بعض الرواة أن بن الشريف أحمد بوزيان(الحاج موسى الدرقاوي) إتصل بسكان ميطرمع بداية 1849م وطلب منهم دعم ومساندة ثورة أبيه فأيدوه وواعدوه بذلك. وهكذا حين أعلن بن شبيرة ثورته بالهجوم على فرق بوسعادة في 19 أكتوبر 1849م كان شباب أولاد عامر في مقدمة جيشه وقد قاتلوا إلى جانب إخوانهم من أبناء الاعراش حتى آخر رمق من بداية الثورة إلى نهايتها في 25 نوفمبر1849م وهو تاريخ احتلال بوسعادة
وبقيادة سي الفوضيل بن الزبير العامري شن ثوار أولاد عامر هجوما مباغتا وسريعا على قوات العدو العابرة لصحراء لمويعدات والمتجهة إلى واحة الزعاطشة للقضاء على مقاومتها في 03 جويلية 1849م
ويدخل هذا العمل ضمن محاولة عرقلة امتداد الاحتلال ودعما لثورات الواحات (بوسعادة /الزعاطشة).وتكبد فيها جيش الاحتلال الفرنسي خسائر مادية وبشرية معتبرة كما فرت بقية قواته وتراجعت إلى المناطق الغربية.
وفي عام 1854م حقق جيش أولاد عامر انتصارا كبيرا على الاستعمار في معركة الخرزة حيث تمكن الفارس المجاهد لحويشي المتاح من إصابة الكلونيل بوبريط إصابة بليغة ببندقيته المحلية الصنع نتج عنها هروب هذا الضابط بجيشه جريحا ولقد لقي حتفه على يد أولاد سيدي الشيخ عام 1864م
يروى أن الشيخ عبد العزيز بن الحاج سعيدي من سكان ميطر أن والده أكد له أن الكولونيل بوبريط شن هجوما كبيرا على قبيلة سيدي عامر قادما من الجهة الغربية ومعه جيشا كبيرا مدعما بفرقة القومية وكان ينوي معاقبة هذا العرش بإبادته والأستلاء على أمواله وماشيته لكنه فوجئ بمقاومتهم و لم يستطع هزيمتهم.
ومجدت هذه الحادثة الهامة قصيدة) بالدارجة) مطولة ومشهورة مطلعها :
معتا قصة بوبريط نهار العيد جان حارق قال ندي الحنانة
محبرش أرجال فرسان أو بارود خرجوا ليه أولاد عامر قتالة
الأبيات منقولة عن الشيخ عبد العزيز بن الحاج سعيدي